# Szaraklijja
Szaraklijja (arab. شرقلية) – miejscowość w Syrii, w muhafazie Hims. W 2004 roku liczyła 1362 mieszkańców.